# Douvrin
Douvrin település Franciaországban, Pas-de-Calais megyében. Lakosainak száma 5799 fő (2022. január 1.). Douvrin Salomé, Hulluch, Wingles, La Bassée, Billy-Berclau és Haisnes községekkel határos.

## Népesség
A település népességének változása:
| Lakosok száma | 5030 | 5143 | 5326 | 5407 | 5544 | 5680 | 5733 | 5795 | 5799 |
|               | 2013 | 2015 | 2016 | 2017 | 2018 | 2019 | 2020 | 2021 | 2022 |